# René Sand
René Sand (ur. 3 stycznia 1877 w Brukseli, zm. 23 sierpnia 1953) – belgijski lekarz, pracownik socjalny, promotor medycyny społecznej, mediator, współtwórca WHO.

## Życiorys
Dorastał w brukselskiej dzielnicy Ixelles. Rodzina ojca pochodziła z Luksemburga, a matka miała pochodzenie francuskie. Chodził do szkoły Institut l'Athénée w Brukseli. Potem zaczął studiować medycynę na brukselskim Wolnym Uniwersytecie (zdobył nagrodę w konkursie uniwersyteckim w 1898). Badał m.in. organizmy jednokomórkowe na terenie Bretanii. W lipcu 1900 uzyskał dyplom lekarski. W latach 1901–1904 pracował w szpitalach w Brukseli. Praktykował też w szpitalach w Berlinie i Wiedniu.
W 1903 Sand obronił pracę dyplomową zatytułowaną Les fiber pyramidales cortico-bulbaires et cortico-protubérantielles, po czym zaproponowano mu stanowisko na Wolnym Uniwersytecie w Brukseli. Szybko stał się członkiem kilku krajowych towarzystw naukowych, takich jak Societe de Médecine légale de France i Membre titulaire de la Société royale des Sciences médicales et naturelles de Bruxelles. Był w tym czasie założycielem i sekretarzem Association Belge de Médecine Sociale (od 1913). Zainteresował się wówczas kwestiami społecznymi w dziedzinie medycyny. Jako doradca medyczny w dużej firmie ubezpieczeniowej, której głównym obszarem działania były wypadki przemysłowe, zgromadził wiedzę o sytuacji robotników. Intensywnie podróżował po Belgii, aby poznać warunki pracy i zagrożenia zawodowe.
Wybuch I wojny światowej przerwał jego karierę. Na początku konfliktu pracował w Belgijskim Czerwonym Krzyżu (w przychodni ambulatoryjnej), a następnie udał się do Belgijskiego Szpitala Wojskowego w Londynie.
W 1916 r. wrócił do Belgii, a po zakończeniu wojny kilkakrotnie podróżował do Stanów Zjednoczonych, gdzie analizował tayloryzm. W 1919 opublikował swoje przemyślenia w pracy La bienfaisance d'hier et la bienfaisance de demain. Domagał się w niej profesjonalizacji pracy socjalnej. Był też jedną z czołowych postaci, która odbudowała Czerwony Krzyż w Belgii po I wojnie światowej.
Stał się z czasem ekspertem w dziedzinie współczesnych tendencji w pracy socjalnej w obszarze anglosaskim. W 1919, z kilkoma wpływowymi postaciami w Belgii, zdecydował się założyć pierwszy krajowy instytut szkolenia pracowników socjalnych. Tak doszło do założenia w Brukseli Ecole centrale d'application de service social (później: Institut d'études sociales d'Etat). W 1924 pojechał do Chile, gdzie prowadził wykłady dotyczące zagadnień medycyny społecznej i zainicjował szkolnictwo społeczne w tym kraju.
W 1919 założono Ligę Stowarzyszeń Czerwonego Krzyża, gdzie mianowano go na stanowisko sekretarza generalnego w 1921. W lipcu 1928 był głównym organizatorem i sekretarzem generalnym I Międzynarodowej Konferencji Pracy Socjalnej w Paryżu. Oprócz obszernego wydania artykułów konferencyjnych, które zostały opublikowane w trzech tomach, René Sand zebrał swoją wiedzę na temat międzynarodowej pracy socjalnej i jej współczesnych tendencji w autorskiej publikacji Le service social à travers le monde z 1931. W okresie międzywojennym rozwinął szeroką działalność wydawniczą.
W 1936 objął stanowisko lekarza w instytucie kryminologicznym Wolnego Uniwersytetu w Brukseli. Nadal pracował jednak w dziedzinie pracy socjalnej. W stałej organizacji, w jaką przeistoczyła się Międzynarodowa Konferencja Pracy Socjalnej (ICSW), objął stanowisko sekretarza generalnego (od 1928 do 1932). Współuczestniczył w organizowaniu II Międzynarodowej Konferencji Pracy Socjalnej, która odbyła się we Frankfurcie nad Menem w 1932. Od 1930 do wybuchu II wojny światowej pracował w belgijskim Ministerstwie Zdrowia.
Z powodu okupacji niemieckiej Belgii stracił profesurę i został aresztowany przez gestapo we wrześniu 1944. Wraz ze swoim zięciem został wysłany do Brauweiler koło Kolonii, a potem był więziony w Plansee w Tyrolu (podobozie KL Dachau). Został uwolniony 29 kwietnia 1945 przez wojska amerykańskie. Wrócił do Brukseli i przy wsparciu Fundacji Rockefellera udało mu się stworzyć pierwszą akademicką katedrę historii medycyny i medycyny społecznej na Wolnym Uniwersytecie w Brukseli, kierowanie którą zaproponowano mu w 1945. W 1950 został mianowany przewodniczącym komitetu ekspertów, którego celem było stworzenie Światowej Organizacji Zdrowia (WHO), do czego wniósł znaczący wkład.
Był aktywny do końca życia, a krótko przed śmiercią (w wieku 75 lat) odwiedził VI Międzynarodową Konferencję Pracy Socjalnej, jaka odbyła się w Madrasie w 1952. Zmarł niespodziewanie w 1953. Dla upamiętnienia jego zasług w 1954 ufundowano nagrodę René-Sand-Prize, przyznawaną organizacji społecznej lub osobie fizycznej co dwa lata za istotne zasługi w pracy społecznej.

## Życie prywatne
W 1900 ożenił się z Marie-Thérèse Joris, siostrą uczennicy i miał z nią trzech synów i córkę.